# Осман Паша Хазинедароглу
Осман Паша Хазинедароглу (тур. Osman Paşa Hazinedaroğlu) — османский государственный деятель, губернатор Трабзона с 1827 по 1834 год. Известен своей решающей ролью в подавлении восстания Тахира Аги Тузджуоглу в 1833 году.

## Политическая деятельность
Осман Паша был назначен губернатором Трабзона в 1827 году в рамках османской политики централизации. В это время восточное Причерноморье всё ещё испытывало влияние местных деребеев, стремившихся сохранить свою автономию. Наиболее серьёзной угрозой стал Тахир Ага Тузджуоглу, который в 1833 году поднял восстание против османской власти, собрав армию численностью около 12 000 человек из Ризе, Офа и Сюрмене.
В ходе боевых действий османские силы под командованием Османа Паши потерпели поражение в первом этапе столкновений, что привело к временному изгнанию османской администрации из Трабзона. Однако вскоре Осман Паша собрал подкрепления и при поддержке османского двора в 1834 году организовал решающее контрнаступление. Его армия, численностью более 15 000 солдат, нанесла удар по позициям Тузджуоглу, разрушив его опорные пункты в регионе.
После разгрома повстанческих войск Тахир Ага был вынужден бежать, а его братья были схвачены и казнены. Сам Тахир Ага был сослан в Варну (современная Болгария), что ознаменовало окончательный конец автономии деребеев в регионе.